# Список церквей в Юго-Западной Англии, сохранённых Фондом сохранения церквей
Фонд сохранения церквей (первоначально Фонд излишних церквей) — благотворительная организация для сохранения и защиты находящихся под угрозой исчезновения церковных зданий, которые более не используются Церковью Англии для богослужения. Фонд основан в 1968 году.
В Юго-Западной Англии Фонд сохраняет 62 церкви в графствах Бристоль, Уилтшир, Сомерсет, Дорсет, Девон и Корнуолл. Большинство — деревенские церкви, в том числе церковь святого Эгидия в Имбере (Уилтшир), откуда всё гражданское население было выселено в 1943 году для устройства полигона для подготовки американских войск к высадке в континентальную Европу, и с тех пор доступ гражданских лиц к церкви возможен только 9 дней в году. Некоторые церкви находятся в густонаселённых местностях, как, например, св. Мартина в Эксетере и Иоанна Крестителя в Бристоле. Многие церкви построены на очень древних центрах христианского богослужения. Старейшим зданием является старая церковь святого Николая в Апхилле, которая лишена крыши, но время от времени используется для богослужения. Самый молодой памятник — церковь святой Марии в Южном Тидуорте, построенная в 1878 году. Некоторые церкви частично руинированы, например, св. Марии в Уилтоне (Уилтшир), но многие сохранили и интерьеры многовековой древности. В некоторых церквях проходят службы по англиканскому обряду, другие используются иными конфессиями, третьи секуляризированы. Церковь Томаса Бекета в Пенсфорде переделана в частный дом, и под опекой Фонда находится только башня. Церковь святого Павла в Бристоле осталась освящена, но используется для представлений и занятий школы цирковых артистов.

## Классификация
| Класс | Критерий                                                                                                |
| ----- | --- |
| I     | Здание представляет исключительный интерес, иногда рассматривается как памятник международного значения |
| II*   | Важное здание, представляющее особый интерес                                                            |
| II    | Здание общегосударственного значения, представляющее особый интерес                                     |

## Список церквей
| Название и место                              | Графство и координаты                   | Фотоснимок | Датировка      | Примечания | Класс |
| --------------------------------------------- | --------------------------------------- | ---------- | -------------- | --- | ----- |
| старая церковь св. Николая в Апхилле          | Сомерсет 51°19′13″ с. ш. 2°58′56″ з. д. |            | ок. 1080       | Церковь стоит на обрыве с видом на Брен-Даун и устье реки Акс. Языческий храм на этом месте стоял ещё в романо-британскую эпоху, имеются свидетельства о существовании деревянной церкви около 700 года. Порт в Апхилле, вероятно, был местом сбора паломников в Гластонберийское аббатство. Существующее здание выстроено в романском стиле, центральная башня — трёхъярусная, неф не имеет крыши. Церковь перестраивалась в позднее Средневековье. Несмотря на то, что после 1844 года, со строительством новой приходской церкви, это здание стало разрушаться, крыльцо отстроили заново в 1904 году. | II*   |
| св. Нонны в Брэдстоне                         | Девон 50°36′20″ с. ш. 4°17′22″ з. д.    |            | XII в.         | Церковь имеет северный боковой неф. Переплёт на южной стене алтаря, вероятно, восходит к 1261 году, когда церковь была освящена Уолтером Брандскомбом Западная башня построена в XV веке. | I     |
| св. Иакова в Кэмли                            | Сомерсет 51°18′57″ с. ш. 2°33′37″ з. д. |            | XII в.         | Церковь построена из голубоватого местного известняка лиасовой формации, а башня — в XV веке (викторианская реставрация в XIX-м) из красного Мендипского камня. В башне висит колокол, отлиытй в 1779 году Уильямом Билби. На южной и северной стенах нефа сохраняются фрагменты росписей. | I     |
| Девы Марии в Таррант-Крауфорде                | Дорсет 50°49′50″ с. ш. 2°06′39″ з. д.   |            | XII в.         | Церковь, вероятно, — единственное сохранившееся здание Таррантского аббатства. Алтарная половина построена в XII веке, неф, башня и крыльцо — в XIV-м. Внутри имеются гробовые плиты XIII века, витражи XV-го, купель XVI-го, восьмиугольная кафедра и закрытые скамьи XVII века, средневековые филёнки и росписи XIII—XIV веков, покрывающие большую часть поверхности стен. Приход сжался после Второй мировой войны, церковь закрыта и передана Фонду в 1988 году. | I     |
| Уиткомбская церковь                           | Дорсет 50°41′37″ с. ш. 2°24′09″ з. д.   |            | XII в.         | Место христианского поклонения существует здесь с англосаксонских времён, найдены фрагменты двух англосаксонских крестов. Неф датирован XII веком, алтарь пристроен в XV-м, башня — во второй половине XVI-го. Среди фресок — изображение святого Христофора. Купель XIII века из пурбекского мрамора. В церкви служил с 1847 по 1852 год и потом после 1862-го писатель, поэт, священнослужитель и философ Уильям Барнс, который провёл здесь как свою первую, так и последнюю службу. | I     |
| св. Андрея в Винтерборн-Томсоне               | Дорсет 50°46′54″ с. ш. 2°09′54″ з. д.   |            | XII в.         | Эта небольшая романская церковь с восточной стороны завершена абсидой. Окна и коробовый свод датируются XVI-м веком. Внутри церковь побелена. Купель — XV века, деревянные элементы начала XVIII века выполнены из дуба. К началу XX века церковь обветшала и использовалась в качестве хлева. Реставрация оплачена Обществом защиты древних зданий продажей манускриптов из собрания Томаса Харди. | I     |
| св. Томаса в Тёрлбере                         | Сомерсет 50°59′21″ с. ш. 3°04′44″ з. д. |            | XII в.         | Церковь очевидно романская, но впоследствии сильно перестроенная Певзнер указывает на романские аркады и узкие боковые нефы, которые так и не были расширены, и датирует здание не позднее 1110 года Фонд сохранения церквей совместно с властями графства Сомерсет запустил программу реставрации, совмещённой с археологическими исследованиями. | I     |
| Всех Святых в Идмистоне                       | Уилтшир 51°08′06″ с. ш. 1°43′10″ з. д.  |            | XII в.         | Церковь строилась в XII—XIII веках и претерпела сильную викторианскую реставрацию под руководством Джона Лофборо Пирсона и Юэна Кристиана в 1865-67 годах, причём был полностью выстроен заново верхний ярус башни. Среди образцов средневековой резьбы — консоли, замковые камни и горгульи. Церковь поступила в ведение Фонда в 1978 году, теперь службы в ней проводят изредка. | I     |
| св. Марии в Хардингтоне                       | Сомерсет 51°16′16″ с. ш. 2°22′09″ з. д. |            | XII в.         | Эта романская церковь подвергалась перестройке в XIV, XV, XVII и XIX веках, последняя реставрация прошла под руководством бюро сэра Джорджа Гилберта Скотта. Башня (1480—1500) — одна из самых маленьких полноценных церковных башен в Англии. В интерьере — закрытые скамьи, кафедра, барьер перед алтарём и остатки росписей. | I     |
| св. Антония в Роузленде                       | Корнуолл 50°08′58″ с. ш. 5°00′15″ з. д. |            | XII в.         | Церковь основана приором августинского монастыря в Плимптоне (Девон), в 1150 году освящена в честь Антония Флорентийского. После роспуска в 1538 году приорат был частично снесён Церковь сохраняет по крайней мере свой средневековый крестообразный план, хотя была сильно обновлена в XIX веке. | II*   |
| св. Николая в Брокли                          | Сомерсет 51°23′58″ с. ш. 2°46′09″ з. д. |            | XII в.         | К этой романской церкви в XV веке был пристроен шпиль, а в 1820-е годы здание было сильно отреставрировано. Купель — романская, каменная кафедра датируется около 1480 года. | II*   |
| Девы Марии в Эмборо                           | Сомерсет 51°15′36″ с. ш. 2°33′14″ з. д. |            | XII в.         | Церковь подвергалась переделкам в XIV и XVIII веках и при викторианской реставрации. Внутри — выстроенные в георгианскую эпоху галереи и чугунная печь конструкции Голдсуорси Гёрни. | II*   |
| Всех Святых в Элтон-Прайерсе                  | Уилтшир 51°21′29″ с. ш. 1°50′40″ з. д.  |            | XII в.         | Церковь построена в XII веке, но с тех пор претерпела несколько крупных реконструкций, в том числе в XVIII веке были заменены неф, алтарная часть и западная башня. В церкви находятся мебель времён короля Якова и саркофаг с памятником XVI века. Под люком в полу скрыты так называемые сарацинские камни, которые вместе с тисовым деревом возрастом около 17 веков указывают на то, что это место было священным задолго до строительства церкви. В здании проходят три службы в год. | II*   |
| св. Леонарда в Бервике                        | Уилтшир 51°05′51″ с. ш. 2°06′37″ з. д.  |            | XII в.         | Манор относился к Тисбери во владениях Шафтсберийского аббатства — второго по богатству женского монастыря в Англии. Церковь построена из кремнистой породы и известняка, к XVIII веку она обветшала, и в 1859 году прошла викторианская реставрация. Купель и изображение Агнца над южным порталом — нормандской эпохи. Церковь была закрыта в 1966 году. | II*   |
| св. Марии в Мэддинтоне                        | Уилтшир 51°11′54″ с. ш. 1°54′04″ з. д.  |            | XII в.         | Церковь в 1179 году относилась к Эймсберийскому приорату. Самые старые части существующего здания — романские, конца XII — начала XIII веков, позднее оно обновлялось, в частности, кровля нефа — 1603 года. В 1853 году алтарная часть была перестроена, а остальное викториански отреставрировано Уайеттом, который построил и крыльцо. Стены нефа и алтаря покрыты шахматным узором из кремня и песчаника. Западная башня — невысокая. В интерьере имеется штукатурный картуш с датой 1637, вероятно, строительства галереи, с тех пор снесённой. Среди витражей — работы Гиббса в южном боковом нефе. Церковь закрыта в 1975 году.                                                                      | II*   |
| св. Леонарда в Саттон-Вени                    | Уилтшир 51°10′22″ с. ш. 2°07′57″ з. д.  |            | XII в.         | Церковь в плане крестообразная, подвергалась изменениям в XIII и XVI веках и крупному ремонту в 1831 году. Просадки обводнённого грунта под фундаментом привели к тому, что в 1866 году было решено строить новую церковь св. Иоанна по проекту Джона Лофборо Пирсона на более высоком месте в 700 метрах от старой, от которой осталась только алтарная часть — теперь погребальная капелла, где хранятся памятники, подставка для гробов, купель и колокол. Неф, трансепты и средокрестие руинированы. Церковь передана Фонду в 1970 году. | II    |
| Иоанна Крестителя в Инглшеме                  | Уилтшир 51°41′03″ с. ш. 1°42′16″ з. д.  |            | ок. 1205       | Церковь на этом месте была в англосаксонские времена, но существующее здание построено, в основном, около 1205 года и хорошо сохранилось. Оно расположено у заливных лугов близ слияния Темзы с Кольном и каналом Темза—Северн. В интерьере большой интерес представляют наслоения росписей, которые наносились на стены в течение шести веков и кое-где достигают толщины в 7 слоёв. Резное изображение Мадонны с младенцем — англосаксонских времён, висевшее до 1910 года на внешней стене в качестве солнечных часов. Сохраняются закрытые скамьи, кафедра и памятники. | I     |
| Церковь святого Петра-рыбака                  | Девон 50°18′42″ с. ш. 4°02′19″ з. д.    |            | 1226           | Церковь восходит к англосаксонским временам и строилась в XIII, XIV и XV веках. Боковой неф и крыльцо перекрыты своими цилиндрическими сводами с резьбой, но остальные своды рухнули Около 1870 года поблизости построили новую церковь того же посвящения, и старая пришла в упадок, хотя осталась освящена. Летом время от времени в ней до сих пор проводятся службы. | I     |
| св. Петрока в Парракомбе                      | Девон 51°11′18″ с. ш. 3°53′52″ з. д.    |            | XIII в.        | Церковь посвящена валлийскому святому Петроку (V—VI вв.), проповедовавшему в южной Англии. Алтарная часть и нижний ярус башни сохранились с XIII века, большая часть постройки сильно реконструирована в начале XVI-го. В 1879 году церковь сочли аварийной и намеревались снести, но Рёскин возглавил общественное сопротивление, и с его пожертвования в 10 фунтов началася сбор средств на сохранение старой и строительство новой церкви. В интерьере — закрытые скамьи и георгианская кафедра XVIII века. | I     |
| Церковь в Западном Огвелле                    | Девон 50°31′07″ с. ш. 3°40′03″ з. д.    |            | XIII в.        | Алтарная часть и неф построены около 1300 года, двухъярусная башня, увенчанная зубчатым парапетом, — около 1400-го. Внутри — седилия XIII века и кафедра времён короля Якова. Закрытые скамьи, преграда, резные поручни — позднегеоргианские | I     |
| Всех Святых в Нетер-Керне                     | Дорсет 50°46′57″ с. ш. 2°28′12″ з. д.   |            | XIII в.        | Церковь выстроена из слоёв разных пород камня, по большей части в XIII веке, башня с пинаклями и горгульями — в XV-м. Купель дынеобразной формы XII века, вероятно, из более старой церкви на этом же месте. | I     |
| Спаса в Пакстоне                              | Сомерсет 51°21′55″ с. ш. 2°51′13″ з. д. |            | XIII в.        | Церковь хорошо сохранилась со Средневековья. Башня стала наклоняться ещё в XV веке при строительстве из-за осадки фундамента и так и не была построена до запроектированной высоты. Снаружи она выполнена в перпендикулярном стиле, но неф — романский. Внутри церковь очень светлая. Закрытые скамьи по северной стороне нефа — 1-й половины XVIII века, кафедра — архитектуры короля Якова. | I     |
| св. Михаила в Клэптоне-в-Гордано              | Сомерсет 51°27′30″ с. ш. 2°46′02″ з. д. |            | XIII в.        | Старейшая доступная обозрению часть церкви — люнета над порталом XII века. Купель — XIV-го Первое упоминание церкви в документах — соглашение 1226 года между Вильгельмом, сыном Артура де Клоптона, и Ричардом из Кейншемского аббатства по поводу прав на сбор топлива и кормов для скота. Дубовая преграда XIII века в церкви изначально стояла между Большим залом и Буфетной в соседнем поместье. | I     |
| Марии Магдалины в Стоклинче                   | Сомерсет 50°56′57″ с. ш. 2°52′24″ з. д. |            | XIII в.        | Размеры церкви в плане — 62 фута (19 м)×12 футов (3,7 м), она построена из местного хэмского камня и покрыта уэльским сланцем. Витражи — викторианские, на подоконнике южного окна — посмертное изображение женщины XIII века. Купель — романская. | I     |
| св. Эгидия в Имбере                           | Уилтшир 51°14′04″ с. ш. 2°03′04″ з. д.  |            | XIII в.        | Предыдущая церковь XII века на этом месте была заменена новой, выстроенной из известняка, во второй половине XIII-го, башня с пятью пинаклями и боковые нефы построены в XIV веке. Сильной перестройке церковь подверглась в XIX веке. В 1943 году всё гражданское население было выселено для того, чтобы обеспечить учения американских солдат перед высадкой в Нормандии, и до сих пор Имбер является частью полигона британских вооружённых сил на Солсберийской равнине. Церковь была передана Фонду в 2001 году, в 2003-м шпиль пострадал от удара молнии, и в 2008—2009 году проходила реставрация, после которой возобновились ежегодные богослужения.                                              | I     |
| св. Марии и св. Лаврентия в Стрэтфорд-Тони    | Уилтшир 51°02′13″ с. ш. 1°52′14″ з. д.  |            | XIII в.        | Церковь стоит на берегу реки Эббл, доступ к ней — по узкому проезду и далее по пещеходному мостику и крутой тропе. Алтарная часть построена в XIV веке, башня — в XV-м, неф отстроен заново в XVIII веке. В интерьере — купель XIV века и закрытые скамьи с колоннадой. Витражи в восточном окне мастерской Кемпа 1884 года. При церкви растёт тис обхватом более 11 футов (3,4 м). | I     |
| св. Мартина в Элуорти                         | Сомерсет 51°06′24″ с. ш. 3°18′41″ з. д. |            | XIII в.        | Церковь построена из красного песчаника и Хэмского камня, с шиферной крышей. Башня XIII века, крыльцо и крыша нефа — второй половины XV-го. Алтарная часть отстраивалась заново в 1695 и 1846 годах. Передана Фонду в 1979 году. | II*   |
| св. Николая в Бервик-Бассете                  | Уилтшир 51°27′39″ с. ш. 1°51′35″ з. д.  |            | XIII в.        | Церковь датируется первой половиной XIII века,: викторианскую реставрацию в 1857 году произвёл Томас Генри Уайетт. | II*   |
| св. Георгия в Орчестоне                       | Уилтшир 51°12′11″ с. ш. 1°54′56″ з. д.  |            | XIII в.        | Северный портал — романский, окна в нефе, алтаре и башне — ранней английской готики. При реставрации в 1833 году крышу нефа подняли. | II*   |
| св. Андрея в Роллестоне                       | Уилтшир 51°11′14″ с. ш. 1°53′47″ з. д.  |            | XIII в.        | Церковь сложена из тёмного и светлого камня шахматным узором, два больших окна — в перпендикулярном стиле, купель — XIII века, дубовые скамьи перенесены из закрытой церкви святой Екатерины в Хэйдоне (Дорсет) в 1981 году | II*   |
| св. Иакова в Дрейкот-Керне                    | Уилтшир 51°30′23″ с. ш. 2°05′44″ з. д.  |            | ок. 1300       | Алтарная часть — образец ранней английской готики, расположен ниже пола нефа (XIII век). Башня датируется XVII веком, в XIX-м прошла викторианская реставрация. Кафедра — в готическом стиле, имеются и закрытые скамьи. Витражи — викторианские. Среди памятников — саркофаг в перпендикулярном стиле, изображение рыцаря XIII века, как считается, Филиппа де Керна, и бюст сэра Роберта Лонга, 6-го баронета, работы скульптора Джозефа Уилтона. | II*   |
| Капелла Борбахов                              | Уилтшир 51°02′45″ с. ш. 1°38′11″ з. д.  |            | 1333 г.        | Капелла из кремня с известняковыми украшениями — всё, что осталось от приходской церкви XIV века, снесённой в 1868 году. Среди памятников — Джону Ивлину и его семье, а также семье Пьерпонт, владевшей ныне утраченным манором неподалёку. Капелла передана Фонду в 1971 году. | I     |
| Иоанна Крестителя в Бристоле                  | Бристоль 51°27′23″ с. ш. 2°35′48″ з. д. |            | XIV в.         | Церковь сильно переделана в XIX веке, но её башня и шпиль стоят над единственными сохранившимися в Бристоле городскими воротами. Церковь очень узкая, потому что была построена вдоль городской стены. Закрыта в 1984 году | I     |
| св. Петра в Винтерборн-Кеме                   | Дорсет 50°41′43″ с. ш. 2°25′09″ з. д.   |            | XIV в.         | Неф — XIV века: алтарная часть — XV-го, позднее в том же веке добавлена западная башня и заменены окна в нефе. Купель XIV века, восьмиугольной формы, дубовая кафедра — 1624 года. Ректором церкви с 1862 года до смерти в 1886-м был преподобный Уильям Барнс, который похоронен при церкви под кельтским крестом. | I     |
| св. Марии в Северном Хюйше                    | Девон 50°23′41″ с. ш. 3°48′52″ з. д.    |            | XIV в.         | Здание восходит к XIV веку, но южный боковой неф — XV-го. Реконструкцию церкви в 1336 году назначил епископ Джон Грандисон, в XIX веке прошла викторианская реставрация. Квадратная двухъярусная западная башня увенчана восьмигранным шпилем и поддерживается контрфорсами со всех углов, подъём на звонницу — по лестнице в многоугольной башенке с северной стороны. Преграда старинная, купель восьмиугольная из гранита, 1662 года, кафедра и остальные элементы интерьера — викторианские. | I     |
| Старая церковь Святой Троицы в Боттенхэмптоне | Дорсет 50°43′25″ с. ш. 2°44′40″ з. д.   |            | XIV в.         | В 1889 году неф церкви был снесён, ит от неё осталась только алтарная часть (ныне погребальная часовня) и башня XV века Церковь официально закрыта в 1971 году и в следующем передана Фонду. Заалтарный образ — ранний георгианский | I     |
| св. Марии в Старом Дилтоне                    | Уилтшир 51°14′25″ с. ш. 2°12′14″ з. д.  |            | XIV в.         | Изнутри церковь заново отделана в XVIII веке, когда построена трехъярусная кафедра и две небольшие галереи Деревня обезлюдела из-за переселения в Дилтон-Марш, и церковь закрыта, хотя по-прежнему освящена. | I     |
| св. Томаса-Мученика в Бристоле                | Бристоль 51°27′10″ с. ш. 2°35′29″ з. д. |            | XIV в.         | К XIV веку относится башня, но неф перестроен в 1791—1793 годах Джеймсом Алленом В 1878—80 годах церковью занимался Уильям Венн Гоф, он же увенчал башню шпилем, пинаклями и парапетом в 1896-97 годах. Церковь пережила бристольский блиц, но после войны приход сократился и церковь перешла к Фонду в 1982 году. | II*   |
| Всех Святых в Оттерхемптоне                   | Сомерсет 51°10′59″ с. ш. 3°04′47″ з. д. |            | XIV в.         | Церковь на этом месте над рекой Пэрретт основана в XII веке и в 1291 году была оценена в 5 фунтов. Существующее здание построено, главным образом, в XIV веке, колокольня — позднее в перпендикулярном стиле, а звонница елизаветинская. На ней 4 колокола, из них датировано да (1617 и 1737), один XVI века и один неизвестного возраста. Сначала церковь была посвящена святому Петру. Купель — романская, а сень над нею — времён Якова I, преграда XVI века, поручни — XVII-го. | II*   |
| св. Томаса Бекета в Пенсфорде                 | Сомерсет 51°22′16″ с. ш. 2°32′48″ з. д. |            | XIV в.         | Западная башня и свод с лиернами и тьерсеронами — XIV века, западный портал под двухцентровой аркой — XV века, как и купель, украшенная розами и четырёхлистниками. Всё остальное сильно изменено в 1869 году. Кафедра времён короля Якова сплошь покрыта резным узором из квадратов, кругов и листьев. Здание находится в списке Наследия под угрозой после ущерба, нанесённого наводнением на реке Чу в 1968 году. В 2007 году оно было выставлено на продажу и в следующем году выкуплено под жильё, в ведении Фонда остаётся башня. | II*   |
| св. Андрея в Нортовере                        | Сомерсет 51°00′21″ с. ш. 2°40′50″ з. д. |            | XIV в.         | Церковь стоит на месте римской постройки близ реки Ео и римской дороги из Эксетера в Линкольн. В англосаксонский период здесь располагался минстер от Гластонберийского аббатства. После нормандского завоевания он перешёл к епископу лондонскому Морису, а в 1219-м году к госпиталю св. Иоанна (Бриджуотер). Викторианскую реставрацию в 1878 году произвёл Чарльз Бенсон. | II*   |
| старая церковь святого Иакова в Аптоне        | Сомерсет 51°03′19″ с. ш. 3°27′34″ з. д. |            | XIV в.         | От средневековой церкви осталась только башня над озером Уимблболл, трёхъярусная и без контрфорсов, и нижние ряды каменной кладки нефа и алтаря, остальное снесено при строительстве новой приходской церкви в 1870 году. | II*   |
| св. Николая в Фишертон-Деламере               | Уилтшир 51°08′56″ с. ш. 2°00′08″ з. д.  |            | XIV в.         | Церковь сложена из тёмного и светлого камня шахматным узором и стоит на холме над рекой Уайли. Здание выстроено в XIV веке на месте предыдущей романской церкви и сильно отремонтировано в XIX веке, когда в 1830-е и 1860-е годы была полностью разобрана и воссоздана алтарная часть под руководством У. Хардвика, инженера из Уорминстера. | II*   |
| Всех Святых в Лее                             | Уилтшир 51°37′42″ с. ш. 1°54′41″ з. д.  |            | XIV в.         | Здание XIV века было пости полностью разобрано и воссоздано на более сухом месте в 1896—1897 годах архитектором Чарльзом Понтингом, от него осталась только алтарная часть и восточная стена нефа, где сохранились конструкции XIII—XV веков — арки, окна и другие элементы. Стены внутри расписаны в XVII веке священными текстами в картушах из облаков и на свитках. | II*   |
| Святой Троицы в Торбрайене                    | Девон 50°29′22″ с. ш. 3°39′54″ з. д.    |            | XV в.          | Церковь построена в 1450—1470 годах, в XIX веке добавлено вестри, Трёхъярусная башня — в перпендикулярном стиле, лестница — в восьмиугольной башенке с южной стороны. Резная преграда — средневековая, как и панели с изображениями святых и витражи. | I     |
| св. Петра в Саттерлее                         | Девон 50°59′12″ с. ш. 3°53′57″ з. д.    |            | XV в.          | Возможно, что в здание XV века включены части более ранней постройки. Боковых нефов не имеет, звонница — деревянная, алтарная часть перестроена в рамках викторианской реставрации. | I     |
| св. Эдвольда в Стоквуде                       | Дорсет 50°51′37″ с. ш. 2°35′01″ з. д.   |            | XV в.          | Церковь однообъёмная и нередко считается самой маленькой в Дорсете. Дата 1636 на портале говорит о ремонте в XVII веке, когда была пристроена и колокольня. Внутри церковь очень просто. Других храмов, этому посвящённых англосаксонскому святому IX века, в Дорсете нет. | I     |
| св. Мартина в Эксетере                        | Девон 50°43′23″ с. ш. 3°31′52″ з. д.    |            | XV в.          | Церковь построена из местного камня и покрыта шиферным сланцем. Старейшей частью считается алтарная арка, которая, возможно, осталась от предыдущей церкви, освящённой в 1065 году епископом Леофриком. Высоко в северо-восточном углу имеются свидетельства и кладке англосаксонского типа. Башня пристроена в 1675 году. Внутри — памятники XVII—XVIII веков, заалтарный образ и поручни, часть элементов интерьере перенесены из соседней церкви св. Павла, снесённой в 1936 году. В южном окне есть несколько фрагментов средневекового витража. В западной оконечности находится галерея, отделанная деревянными панелями с гербами епископа Трелони и города Эксетера по сторонам королевского герба. | I     |
| св. Иакова в Лаффинкоте                       | Девон 50°43′39″ с. ш. 4°21′50″ з. д.    |            | XV в.          | церковь сохраняет оригинальные конструкции, но башня была перестроена в 1791 году в рамках масштабного ремонта. Подъёмные окна — георгианские, купель XIV века — гранитная, простой формы. | I     |
| Всех Святых в Лэнгпорте                       | Сомерсет 51°02′14″ с. ш. 2°49′32″ з. д. |            | 2-я пол. XV в. | Церковь существовала здесь и в XII веке, но во второй половине XV-го была полностью перестроена. Восьмиугольная трёхъярусная башня в перпендикулярном стиле — 1455 года, но верхний ярус её перестроен в 1833 году. Церковь известна в округе горгульями. В Восточном окне — витражи XV века с изображениями святых, которые хотя и подверглись викторианской реставрации, но являются одними из наиболее сохранных средневековых окон в Сомерсете, особенно учитывая, что все панели одного времени. В церкви не служат, её функции объединены с соседней церковью святой Марии. | I     |
| св. Марии в Сэвингтоне                        | Сомерсет 50°55′50″ с. ш. 2°51′04″ з. д. |            | 2-я пол. XV в. | Церковь основана в XIII веке, но здание — второй половины XV-го, викторианская реставрация состоялась в 1880 году. Трёхъярусная башня — XVI века. Прежде церковь принадлежала Брутонскому аббатству, а после роспуска монастырей — Бристольскому собору. Закрыта в 1983 году. | II*   |
| св. Марии в Уилтоне                           | Уилтшир 51°04′47″ с. ш. 1°51′48″ з. д.  |            | XV в.          | С IX века существовало бенедиктинское Уилтонское аббатство, в котором в 1229 году был рукоположён епископ Роберт де Бингем (1180—1246), потому что Солсберийский собор ещё не был завершён. В XIV—XV веках остальные церкви в Уилтоне были закрыты, а церковь святой Марии расширена, чтобы вместить весь приход, который к XVI веку стал единственным. Ныне от церкви остался только алтарь и одна секция нефа, а три арки южной аркады и фрагменты северной стоят под открытым небом. В 1933-39 годах реставрацию произвёл посо США в Соединённом Королевстве Роберт Уорт Бингем, который считал себя потомком епископа. Церковь передана Фонду в 1972 году.                                              | II*   |
| старая церковь св. Кутберта в Оборне          | Дорсет 50°57′32″ с. ш. 2°29′38″ з. д.   |            | 1533 г.        | От церкви осталась только алтарная часть, одна из последних предреформационных церковных построек. Неф снесён в 1860-е годы. Оставшееся реставрировалось в 1930-х. Сохранились средневековые плиточные полы, поручни, кафедра и памятники XVII века. Писцина и купель перенесены сюда из Северного Вуттона (Дорсет). Приходская церковь взамен этой выстроена 1862 году на новом месте по проекту Уильяма Слейтера. | II*   |
| св. Андрея в Холкомбе                         | Сомерсет 51°15′17″ с. ш. 2°28′33″ з. д. |            | XVI в.         | Церковь существовала ещё в англосаксонские времена, но перестроена в XVI веке. Неф из двух секций, башня — двухъярусная. Внутри — позднегеоргианские закрытые скамьи и кафедра времён Якова. | II*   |
| с. Георгия в Портленде                        | Дорсет 50°32′49″ с. ш. 2°26′38″ з. д.   |            | 1754-1766 гг.  | Большая церковь святого Георгия выстроена взамен обветшавшей средневековой церкви святого Андрея. но в свою очередь была закрыта в 1914 году и разрушалась до реставрации в 60-е. Постройка из местного камня имеет неф, трансепты, завершена абсидой, средокрестие перекрыто куполом, на западном фасаде — башня. | II    |
| св. Павла в Бристоле                          | Бристоль 51°27′40″ с. ш. 2°35′05″ з. д. |            | 1789-1794 гг.  | Церковь выстроена про проекту Дэниела Хага. Закрыта в 1988 году Она известна под прозвищем «свадебный торт» из-за формы десятиголосной колокольни — со ступенчатыми ярусами. В 2005 году здание заняла цирковая школа Circomedia. Внутри сохраняется подлинный оштукатуренный георгианский потолок, каменные колонны и многочисленные витражи, но в связи с новым назначением устроены канаты и трапеции для воздушных гимнастов и паркет для танцев. | I     |
| св. Михаила в Принстауне                      | Девон 50°32′46″ с. ш. 3°59′46″ з. д.    |            | 1810-1814 гг.  | Церковь также известна как «Михаила и всех ангелов». Построена из гранита почти посередине Дартмура, близ Дартмурской тюрьмы. Неоготический проект разработал Дэниел Александр, строили её заключённые в тюрьме военнопленные наполеоновских войн и англо-американской войны 1812 года. и это единственный подобный случай. Закрыта в 1992 году. | II*   |
| св. Петра в Эверли                            | Уилтшир 51°17′11″ с. ш. 1°43′02″ з. д.  |            | 1813 г.        | Приходская церковь в Эверли существовала ещё до 1228 года, когда её передали Уэруэлскому аббатству (Гэмпшир). Средневековое здание снесено в 1814 году, новое в полумиле к северо-западу от него построено Джоном Морлиджем для Ф. Д. Эстли в стиле георгианской неоготики. Романская купель из старой церкви сохранилась. Также имеется множество памятников рода баронетов Эстли. | II*   |
| Саттон-Маллетская церковь                     | Сомерсет 51°07′42″ с. ш. 2°53′52″ з. д. |            | 1827-1829 гг.  | К старой башне церковь пристроил Ричард Карвер из Таунтона. Здание георгианское, но в нём использованы части предыдущей средневековой церкви, например, окно в абсиде. Здание передано Фонду в 1987 году. | II    |
| св. Маргариты в Лей-Деламаре                  | Уилтшир 51°30′44″ с. ш. 2°10′04″ з. д.  |            | 1846 г.        | Прежняя церковь была построена около 1190 года в стиле ранней английской готики с романскими элементами. В 1301 году покровителем её стал придворный Эдуарда III Джон Де ла Мар. К 1846 году церковь обветшала и стоимость ремонта превышала стоимость новой постройки, которую в неоготическом стиле спроектировал Джеймс Томсон. Заалтарный образ — резной раскрашенный, в западном окне — витражи Уилмсхёрста. В церкви находится множество памятников, в том числе членов семьи баронета Нилда (брат заказчика церкви — члена парламента от «гнилого местечка»). В 1896 году построен орган, в 1949 году, несмотря на низекю посещаемость, проведено электричество. Церковь закрыта в 1992 году.        | II*   |
| св. Марии в Чутском лесу                      | Уилтшир 51°16′01″ с. ш. 1°33′30″ з. д.  |            | 1870-1871 гг.  | Церковь освящена в 1875 году, построена Джоном Лофборо Пирсоном по заказу Фоулов. Материалы — камень, кирпич и черепица. Здание увенчано четырёхгранным шпилем, центральный и боковые нефы подведены под одну крышу. Витражи — фирмы Clayton and Bell. | II*   |
| св. Марии в Южном Тидуорте                    | Уилтшир 51°13′42″ с. ш. 1°39′52″ з. д.  |            | 1878 г.        | Церковь из коричневого камня спроектировал в стиле неоготики Джон Джонсон по заказу баронета сэра Джона Келка. Алтарная часть размером 28 футов (8,5 м)×17 футов (5,2 м), неф — 43 фута (13 м)×17 футов (5,2 м), церкво имеет боковые нефы, вестри и южное крыльцо. В интерьере — резьба по камню и полированные мраморные колонки, пол в алтаре выложен итальянской мозаикой. церковь закрыта в 1972 году. | I     |